# Filippo Maria Pirelli
Filippo Maria Pirelli (né le 29 avril 1708 à Ariano, dans l'actuelle province d'Avellino, en Campanie, alors dans le royaume de Naples et mort le 10 janvier 1771 à Rome) est un cardinal italien du XVIIIe siècle.

## Biographie
Filippo Maria Pirelli exerce diverses fonctions au sein de la Curie romaine, notamment au Tribunal suprême de la Signature apostolique et à la Congrégation du Concile. 
Il est nommé archevêque titulaire de Damas (de) en 1765 et est consacré le 10 février de la même année par Clément XIII avec comme co-consécrateurs Giovanni Ottavio Bufalini et Antonio Cantoni (it)
Le pape Clément XIII le crée cardinal lors du consistoire du 26 septembre 1766. 
Il participe au conclave de 1769, lors duquel Clément XIV est élu pape et est l'auteur d'un Diario sur l'élection.
Le cardinal Pirelli meurt à Rome le 10 janvier 1771 à l'âge de 75 ans.